# Rondinella (vitigno)
Il Rondinella è un vitigno a bacca nera autoctono del territorio di Verona e Mantova.
Viene impiegato in modo complementare (nella misura dal 5% al 30%) nell'uvaggio dei vini prodotti nella zona della Valpolicella (tra i quali il più famoso Amarone della Valpolicella), delle colline moreniche mantovane e veronesi a ridosso del lago di Garda. Viene considerato ideale per la produzione del Recioto della Valpolicella, grazie alla sua capacità zuccherina.

## Caratteristiche ampelografiche
- Portamento semieretto
- Foglia medio - grande, pentagonale, quinquelobata, con seni superiori ed inferiori molto profondi; seno peziolare a U oppure a lira; lembo sottile e piano.
- Grappolo medio - grande, con peso di circa 200 grammi, piramidale, di media compattezza.
- Acino sferoidale, di media grandezza, con buccia molto pruinosa di colore nero – violaceo.

## Fenologia e caratteristiche agronomiche
La Rondinella è varietà a germogliamento medio e maturazione medio tardiva (fine settembre – inizio ottobre). La vigoria è buona, talvolta elevata, e la produttività buona e costante, dovuta anche alla costante fertilità delle gemme. Molto buona la resistenza alle principali crittogame della vite e ai marciumi del grappolo. Buona la resistenza allo stress idrico e praticamente nulla la sensibilità alle scottature da sole degli acini. Molto buona l'attitudine delle uve all'appassimento.

## Storia
Pare sia arrivata nell'areale veronese nel XIX secolo; varietà presente sia nell'uvaggio Valpolicella che nel Bardolino. Il suo nome pare derivi dal colore della buccia che ricorda la livrea delle rondini.

## Selezione clonale
Oggi riconosciute sono le selezioni clonali: Rauscedo 1, ISV-CV 23, ISV-CV 73, ISV-CV 76, VCR 32 e VCR 38.

## Portinnesti
Ottima l'affinità d'innesto con Kober 5BB, SO4 e 420A;buona con 1103P; scarsa con 140 Ru e 41B.